# Moinho de Maré de Corroios
O Moinho de Maré de Corroios, também chamado Moinho do Castelo, é um moinho de maré construído em 1403 por ordem de D. Nuno Álvares Pereira, em Corroios, no atual município do Seixal.
O Moinho de Corroios é dos raros que se mantém em funcionamento na área do Estuário do Tejo, estando classificado como Imóvel de Interesse Público desde 1984.

## História
Doado ao Convento do Carmo, foi ampliado no início do século XVIII após ter sofrido grandes danos no terramoto de 1755. Na sequência da extinção das ordens religiosas, o moinho foi incorporado na Fazenda Nacional tendo sido adquirido, em 1836, por João Luís Lourenço.
No início do século XX o moinho foi igualmente utilizado para o descasque de arroz.
Em 1980 foi adquirido pela Câmara Municipal do Seixal, que o restaurou e abriu ao público como parte do seu Ecomuseu Municipal.

## Galeria de imagens

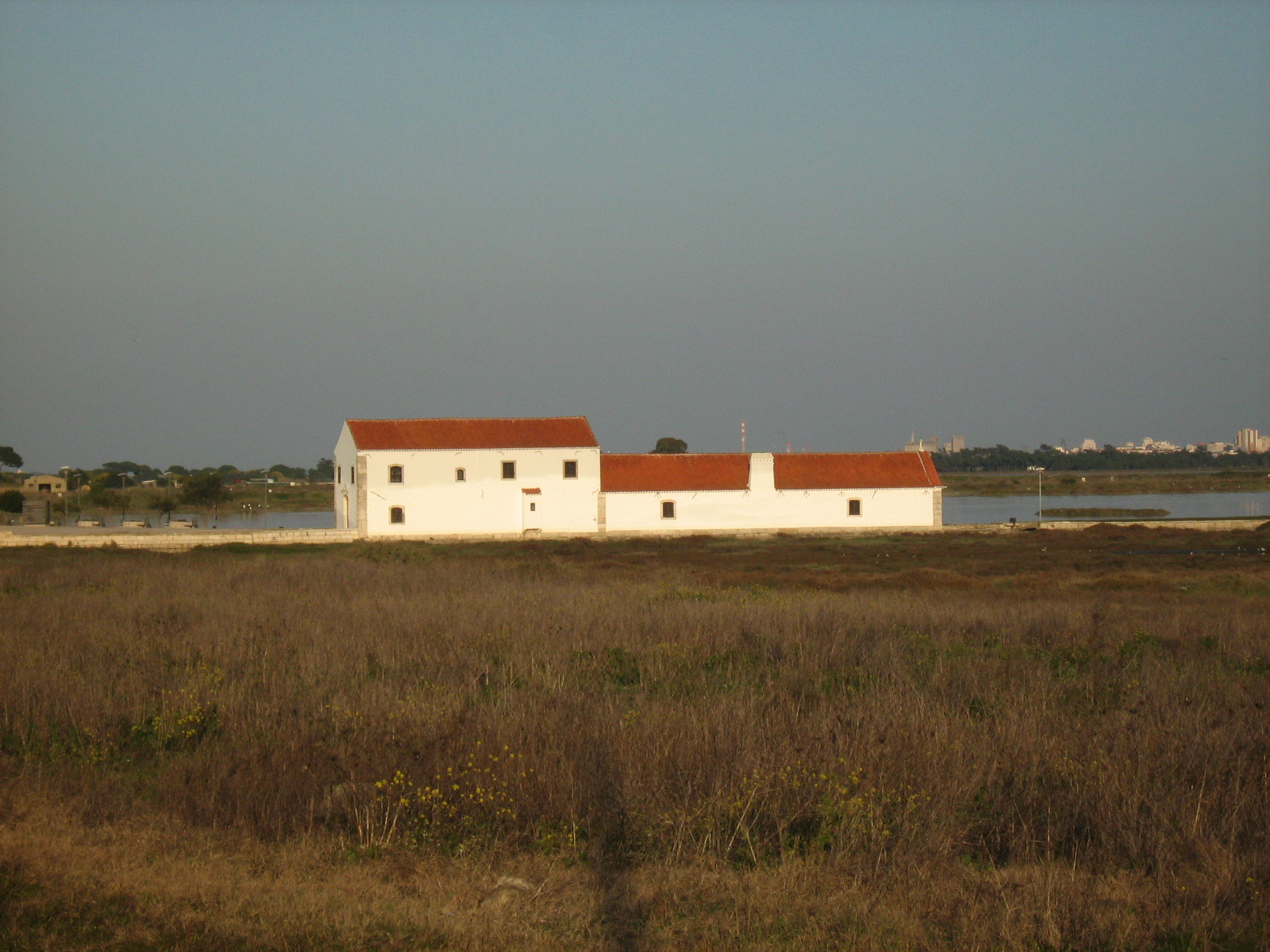
Moinho de maré de Corroios visto de oeste
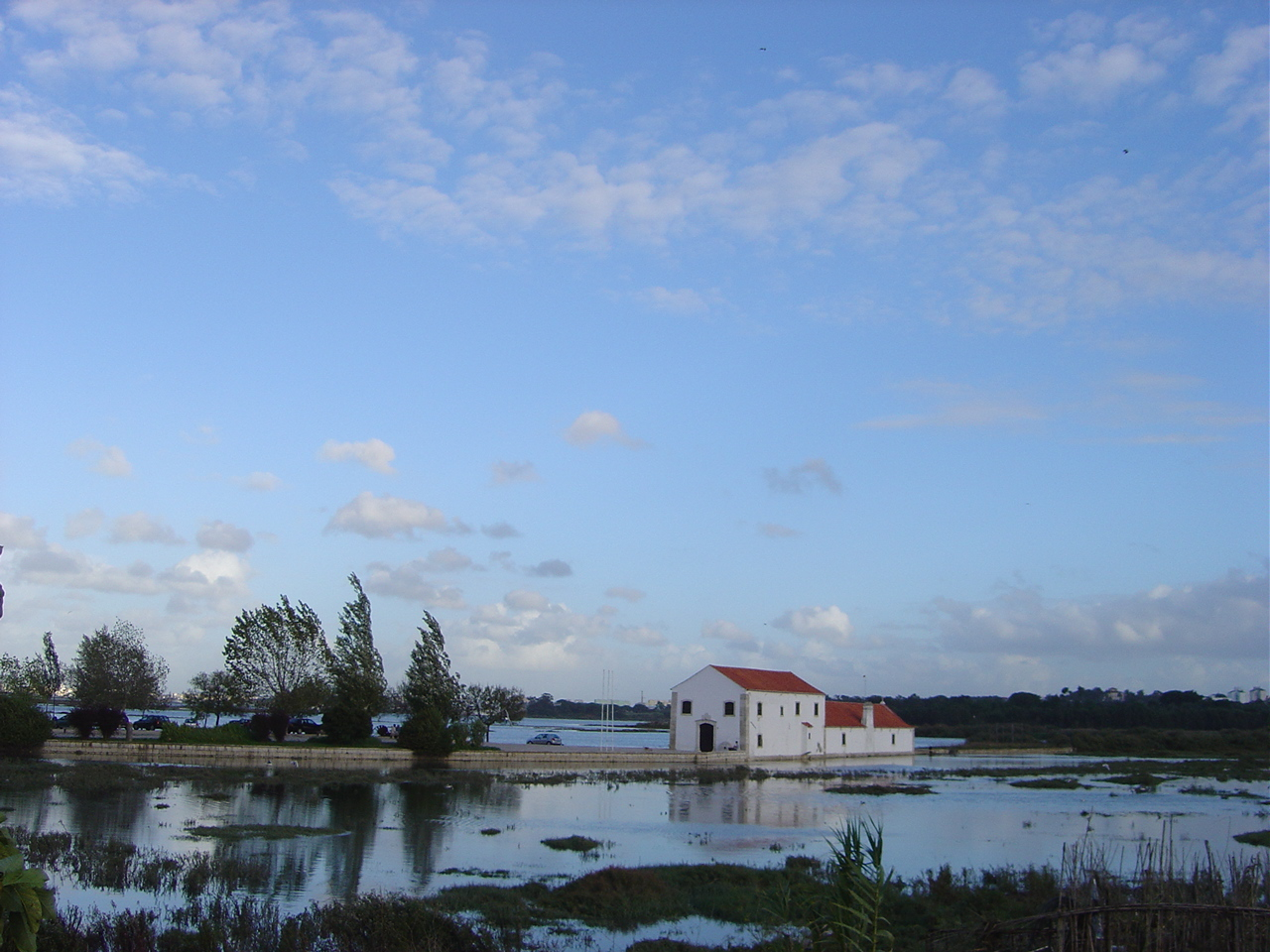
Moinho de Maré de Corroios